# Ород II
Ород II (на персийски език: ارد دوم‎, Orodes II., Hyrodes Anaridius) е цар на Партското царство, управлявал от 57 пр.н.е. до 38 пр.н.е.

## Живот
Ород II е член на династията на Арсакидите. Заедно с брат си Митридат III той убива техния общ баща Фраат III и след това се кара с него за господството в Партия, което успява да получи през 55 пр.н.е.
Той се жени за гръцката принцеса Лаодика (гр.: η Λαοδίκη), от царството Комагена, дъщеря на цар Антиох I Теос и царица Исия. Синовете му с нея са Фраат IV и Пакор I.
Ород II прави Армения васалска държава на партите и навлиза с малка армия в Израел. Той се опитва да подбуди бунтове против Римската империя и е с успех във Финикия и Мала Азия. Неговият генерал Сурена постига голяма победа над римляните на Крас в битката при Кара през 53 пр.н.е.
Ород по това време е на поход против Армения, която отново е попаднала под римляните. Неговият поход е успешен и Армения отстъпва голяма част от източните си области на партите.
Ород е убит през 38 пр.н.е. в град Арсакия от най-големия му син Фраат IV, който го последва на трона.